# Frea marshalli
Frea marshalli là một loài bọ cánh cứng trong họ Cerambycidae.